# Seraphina Asuamah-Kofoh
Seraphina „Sera“ Asuamah-Kofoh (* 17. Februar 1999) ist eine deutsche Basketballspielerin.

## Karriere
Asuamah-Kofoh wurde als Neunjährige bei ihrem Heimatverein, den Citybasket Recklinghausen, entdeckt und galt dort als „Riesentalent“. Mehrere Jahre  lang spielte sie in der Nachwuchs-Bundesliga (WNBL). In der Saison 2014/15 kam sie als 15-Jährige unter Trainer Sascha Bornschein erstmals in der 2. Bundesliga für den Wuppertaler Verein Barmer TV zum Einsatz und spielte in der Folgesaison zur sportlichen Weiterentwicklung beim Herner TC in dessen Regionalliga- sowie der WNBL-Mannschaft. 2016 kehrte Asuamah-Kofoh nach Wuppertal zurück und avancierte in Folge der Verletzung von Hannah Wischnitzki zur Stammspielerin.
Im Sommer 2017 wechselte die 160 Zentimeter große Spielerin zum Ligakonkurrenten TG Neuss Tigers, wo ihr unter Coach Janina Pils ebenfalls der Durchbruch gelang. Im Juni 2018 wurde die Deutsche mit ghanaischen Wurzeln vom Erstligisten TV Saarlouis Royals verpflichtet und bestritt am 28. September 2018 bei der 51:63-Heimniederlage gegen den TK Hannover ihr erstes Spiel in der 1. Damen-Basketball-Bundesliga. In Saarlouis spielte sie bis 2020.
Nach einer Pause verstärkte Asuamah-Kofoh im Spieljahr 2023/24 den Zweitligisten VfL AstroLadies Bochum.

### Nationalmannschaft
Im Juni 2012 war die Recklinghäuserin Teil eines U-13-Perspektivkaders, mit 14 Jahren wurde sie erstmals in den deutschen Nationalkader berufen. 2014 wurde Asuamah-Kofoh U16-Europameisterin (Division B), drei Jahre später U18-Europameisterin (Division B). Sie stand im Kader der U20-Nationalmannschaft.
Asuamah-Kofoh war Schülerin an der Maria Sibylla Merian-Gesamtschule Bochum, einer Eliteschule des Sports, und trainierte am Wattenscheider Standort des Olympiastützpunktes Westfalen. Sie studierte ab Oktober 2018 Elektrotechnik an der Hochschule für Technik und Wirtschaft des Saarlandes. 